# 科堡鱷屬
科堡鱷屬（學名：Coburgosuchus）是種已滅絕植龍目，屬於偽帕拉鱷亞科，生存於三疊紀晚期的德國，屬名是以化石發現地的科堡市為名。由於化石破碎，科堡鱷被認為是個疑名，而且有可能是尼克羅龍或植龍的異名。